# The Christmas Chronicles
The Christmas Chronicles es una película navideña estadounidense de comedia familiar dirigida por Clay Kaytis desde un guion de Matt Lieberman. Es protagonizada por Kurt Russell, Judah Lewis y Darby Camp.
La película fue estrenada el 22 de noviembre de 2018, por Netflix.

## Sinopsis
Kate Pierce y su hermano Teddy pretenden grabar a Santa Claus en Nochebuena. Después de que se monten a escondidas en su trineo, provocan un accidente que podría arruinar la Navidad. A partir de ese momento los hermanos vivirán junto a Santa Claus y sus fieles elfos toda una serie de aventuras para salvar la Navidad antes de que sea demasiado tarde. Al final Kate y Teddy logran salvar la Navidad y regresan a casa con su madre. Teddy, al abrir el regalo que le dio Santa Claus, comprende la importancia de la Navidad.

## Reparto
- Kurt Russell como Santa Claus.
- Darby Camp como Kate Pierce.
- Judah Lewis como Teddy Pierce.
- Lamorne Morris como Mikey Jameson.
- Kimberly Williams-Paisley como Claire Pierce, madre de Teddy y Kate.
- Oliver Hudson como Doug, padre de Teddy y Kate.
- Martin Roach como Dave Povenda.
- Vella Lovell como Wendy
- Tony Nappo como Charlie Plummer
- Steven van Zandt como Wolfie
- Marc Ribler como Dusty
- Jeff Teravainen coml Vincent
- Goldie Hawn como Sra. Claus.

### Voces
- Debra Wilson como Lars
- Kari Wahlgren como Jojo
- Andrew Morgado como Hugg
- Debi Derryberry como Fleck
- Michael Yurchak como Bjorn
- Jessica Lowe como Mina

## Producción
En diciembre de 2017, se anunció que Kurt Russell actuaría como Santa Claus en una película de Netflix. A la película posteriormente se le dio el nombre The Christmas Chronicles y se seleccionó como fecha de estreno el 2018.
El rodaje comenzó en enero de 2018.